# Ion Draica
Ion Draica (Costanza, 5 gennaio 1958) è un ex lottatore rumeno, specializzato nella lotta greco-romana.

## Palmarès
Olimpiadi
- 1 medaglia:
  - 1 oro (pesi medi a Los Angeles 1984).

Mondiali
- 1 medaglia:
  - 1 oro (82 kg a Città del Messico 1978).